# Els nou capítols de les arts matemàtiques
Els nou capítols de les arts matemàtiques, (en xinès: 九章算术, Jiu Zhang Suan Shu), és un manual pràctic de matemàtiques escrit probablement entre els segles II i I aC. i que ha dominat la història de les matemàtiques xineses.
No té un autor conegut i, probablement, va ser compilat per diferents autors durant la Dinastia Han Occidental (206 aC - 8 dC), tot i que alguns problemes poden procedir de la Dinastia Qin. El llibre està compost per 246 problemes agrupats en nou temes diferents que componen els nou capítols:
1. Capítol 1, 38 problemes: Superfícies rectangulars. Problemes de càlcul de superfícies. Regles de suma, resta multiplicació i divisió de fraccions. En el problema 32 es dona una valor aproximat del nombre π.
2. Capítol 2, 46 problemes: Arròs i Cereal. Problemes referents a l'intercanvi de béns, en particular arròs i mill, i les seves proporcions, introduint la regla de tres.
3. Capítol 3, 20 problemes: Distribució proporcional. Problemes sobre proporcions directes, inverses i compostes, estudi de les progressions aritmètiques i geomètriques.
4. Capítol 4, 24 problemes: Amplada curta. Problemes sobre superfícies iguals, amb amplades diferents. Es resolen arrels quadrades i cúbiques.
5. Capítol 5, 28 problemes: Enginyeria Civil. Problemes sobre la construcció de dics, canals, etc. Es resolen problemes sobre el volum de prismes, piràmides, cilindres, cons, etc
6. Capítol 6, 28 problemes: Impostos justs. Problemes sobre raons i proporcions.
7. Capítol 7, 20 problemes: Excés i Defecte. Problemes amb la regla de falsa posició i doble falsa posició.
8. Capítol 8, 18 problemes: Arrels rectangulars. Problemes amb resolució de sistemes d'equacions lineals i diverses incògnites.
9. Capítol 9, 24 problemes: Triangles rectangles. Problemes sobre triangles rectangles que es solucionen per la regla Gougu (el nostre Teorema de Pitàgores).